# علي الصلابي
علي محمّد محمّد الصَّلابي (مواليد 1963، بنغازي بليبيا)، كاتب وداعية إسلامي متخصص في التاريخ والفكر الإسلامي وتفسير القرآن الكريم، يشغل منصب الأمين العام للاتحاد العالمي لعلماء المسلمين. ولد في مدينة بنغازي في ليبيا عام 1383 هـ/ 1963م.  

## التعليم والتكوين المعرفي
درس الصَّلابي في مدارس مدينة بنغازي، وبدأ دراسة الهندسة في جامعة قار يونس ببنغازي في عام 1981م، ولكنه تعرض للاعتقال ما يقرب من 7 سنوات حتى عام 1988م.
سجن الصَّلابي من عام 1981م، وبعد خروجه من السجن بدأ نشاطاً دعوياً في الخطب والدروس بليبيا، وفيما بعد كانت رحلته إلى الحج مع والدته (السيدة أمل شنّيب) وصديقه محسن ونيس القذافي وأخته ماجدة في عام 1988م.
في بداية عام 1989م، خرج الشيخ الصلّابي من ليبيا نتيجة التهديد الأمني من المخابرات الليبية، وبدأ أول محطاته في طلب العلم في المدينة المنورة، أيّ بعد تسعة أشهر من الخروج من السجن.
نال درجة الإجازة العالمية (الليسانس) من كلية الدعوة وأصول الدين من جامعة المدينة المنورة عام 1414ه/1993م، وبتقدير ممتاز على دفعته. وحصل على درجة الماجستير من كلية أصول الدين (قسم التفسير وعلوم القرآن) في جامعة أم درمان الإسلامية عام 1417ه/1996م عن رسالته "الوسطية في القرآن الكريم". وبعد ذلك، نال درجة الدكتوراه في الدراسات الإسلامية بأطروحته "فقه التمكين في القرآن الكريم" من جامعة أم درمان الإسلامية بالسودان عام 1420ه/1999م.
درس الشيخ علي محمّد الصَّلَّابي خلال مسيرته العلمية، واستفاد من علم وأفكار مجموعة من العلماء والشيوخ والمصلحين، كأمثال الشيخ يوسف القرضاوي والشيخ أكرم ضياء العمري والدكتور ياسين الخطيب والشيخ سلمان العودة وياسين عبد العزيز ومحمد بحيري ومبارك أحمد رحمة، والدكتور أحمد محمد جيلي، والشيخ راشد الغنوشي، والشيخ محمد الحراثي، وغيرهم من العلماء.
ونظراً لاهتمام الشيخ الدكتور علي محمد الصَّلابي من بداية تكوينه العلمي بتفسير القرآن الكريم، والتاريخ الإسلامي، وفقه السنن وقوانين الحضارات، فقد قرأ واستفاد من مؤلفات وآراء عدد من علماء الإصلاح والتنوير في الأمة، أمثال الشيخ أبو الأعلى المودودي، والسيد قطب، ودعاة الحركة السنوسية، وشيوخ جمعية العلماء المسلمين الجزائريين، والشيخ علي الطنطاوي، والشيخ محمد متولي الشعراوي، وغيرهم من الرموز والمدارس العلمية والفكرية والتربوية والفلسفية الإسلامية في عالمنا الإسلامي.
شارك الشيخ الصَّلابي في نشاطات واجتماعات مؤسسة الاتحاد العالمي لعلماء المسلمين وفي نقاشاتها التأسيسية الأولى عند انطلاق هذا المشروع على يد الشيخ يوسف القرضاوي، ورغم اختياره أميناً عاماً للاتحاد العالمي لعلماء المسلمين في اجتماعات الجمعية العمومية للاتحاد والتي حضرها نحو 1000 شخصية وعالم وباحث ومفكر إسلامي في إستانبول نهاية عام 2018م، لكنه اعتذر مصراً على تركيز جهوده على مشروعه الكبير "القصص القرآني" حتى نهاية عام 2023م. ولا يزال عضواً فاعلاً في الاتحاد. وشارك في الوفد الذي التقى الرئيس التركي رجب طيب أردوغان (وذلك يوم الثلاثاء 1445/1/21ه - 2023/8/8م) بخصوص الجاليات العربية والإسلامية المقيمة في تركيا، كما شارك في زيارة وفد الاتحاد الذي ترأسه الشيخ علي القره داغي ومجموعة من مشايخ الاتحاد لإمارة أفغانستان في نهاية عام 2023 م.

## الدور الإصلاحي والسياسي للصلابي فيليبيا
قدم الشيخ الدكتور علي محمد الصَّلابي كثير من مبادرات سياسية إصلاحية وطنية في ليبيا أثناء حكم العقيد معمر القذافي، وبعد سقوط نظامه، واهتم بمشروع المصالحة الوطنية كأولوية في حياته السياسية، وكتب فيها كتابه "العدالة والمصالحة الوطنية؛ ضرورة دينية وإنسانية"، و"المشروع الوطني للسلام والمصالحة".
وفي سياق جهوده لتحقيق المصالحة بين الجماعة الليبية المقاتلة ومن بينهم المعارضين السياسيين وبين الحكومة الليبية أيام حكم العقيد معمر القذافي، وتدخل في وساطاته وحواراته المكثفة بعد عام 2005م من خلال سيف الإسلام القذافي، وقد أشرف على الحوارات الفكرية التي توّجت بخروج كتاب "دراسات تصحيحية في مفاهيم الجهاد والحسبة والحكم على الناس". وكان له دور كبير في إخراج العشرات من السجناء السياسيين الذين أصبح لهم دور فاعل ومؤثر في مؤسسات الدولة بعد خروجهم.
وعلى الرغم من الدور الذي لعبه في مشروع ليبيا الغد بين عامي 2005 و2011م، ولكن مع بدء الاحتجاجات الشعبية ضد نظام العقيد معمر القذافي في 17 فبراير 2011م، أعلن الشيخ الدكتور علي الصلابي موقفه العلني، وانحيازه الكامل بجانب خيارات الشعب الليبي، ومطالبه العادلة في الحرية والمساواة الاجتماعية، وحقوق الإنسان، وأهمية بناء دولة الدستور والقانون بمعايير مبدئية إسلامية، وقيم وطنية راسخة. وبعد سقوط نظام معمر القذافي بدأ مشواره في التوسط لإنجاح العملية الانتقالية في ظل المجلس الوطني والمؤتمر الوطني والحكومة الوفاق الوطني، واستمر في بذل جهوده لأجل حقن الدماء بين أبناء الشعب الليبي ومكوناته، وتحقيق العدالة والمصالحة الوطنية، وبناء الدولة، وأجهزتها ومؤسساتها وأبنيتها الوطنية الحرّة.   
ونظرا لمكانته العلمية وجد نفسه مُشاركا في المسار الديمقراطي في ليبيا ، وقد كان في البداية معارضا لنظام القذافي ثم تقارب مع النظام ضمن مساعي المصالحة الوطنية عبر علاقته بسيف الإسلام القذافي، وتوطدت تلك العلاقة خلال الفترة الأخيرة من فترة حكم القذافي، ومع بداية الاحتجاجات ضد حكم القذافي مطلع عام 2011 أعلن الصلابي تخليه التام عن سيف الإسلام، وفي وقت لاحق من المواجهات العسكرية بين ثوار 17 فبراير و قوات القذافي استأنف الصلابي اتصالاته مع نظام القذافي من خلال لقاءاته مع رئيس مخابرات ليبيا في نظام القذافي أبو زيد دوردة، وبرّر الصلابي اتصالاته التي لاقت انتقادات كثيرة من الليبيين بأنها كانت (بدافع حقن الدماء). وبعد سقوط حكم القذافي في العاصمة طرابلس بفترة وجيزة، قام الصلابي بتوجيه تصريحات إعلامية حادة طيلة فترة الأزمة الليبية تجاه محمود جبريل رئيس المكتب التنفيذي، وقال أثناء توجيهه تلك الاتهامات أن (الليبيين لا يريدون محمود جبريل)، الأمر الذي جعل بعض الليبين يتظاهرون في مدن ليبية عدّة ضد تصريحات الصلابي ويتخوّفون من دوره السياسي، عاد بعد ذلك الصلابي وأقر أنه في تصريحاته ضد جبريل لا يمثل سوى نفسه.
وبفضل العَلاقة التي جمعته بسيف الإسلام القذافي وكونه كان عضو بمجلس أمانة مؤسسة القذافي ساهم الصلابي في إجراء حوار بين الجماعة والدولة الليبية انتهى بالإفراج عن ليبين من السجون الليبية، برز دوره هو و سالم الشيخي خلال ثورة 17 فبراير في الإعلام.

## النشاط العلمي
أول ما بدأ الشيخ علي محمد الصلَّابي بالكتابة في السيرة النبوية والخلفاء الراشدين، واشتهر بمؤلفاته في علوم القرآن الكريم والفقه والتاريخ والفكر الإسلامي.
شارك الشيخ علي محمد الصلَّابي بلجنة المراجعة التاريخية، وتدقيق نصوص تاريخية في أعمال درامية مثل مسلسل عمر بن الخطاب والإمام الحسن بن علي بن أبي طالب، والقعقاع بن عمرو التميمي، فضلاً عن مسلسل أبو جعفر المنصور.

## مؤلفاته
زادت مؤلفات الدكتور علي محمد الصلابي عن ثمانين مؤلفاً وفي مقدمتها:
1. موسوعة الخلفاء الراشدين (الانشراح ورفع الضيق في سيرة أبو بكر الصديق  – فصل الخطاب في سيرة أمير المؤمنين عمر بن الخطاب  – تيسير الكريم المنان في سيرة أمير المؤمنين عثمان بن عفان  - أسمى المطالب في سيرة علي بن أبي طالب  – خامس الخلفاء الراشدين أمير المؤمنين الحسن بن علي بن أبي طالب .
2. موسوعة نشأة الحضارة الإنسانية وقادتها العظام (قصة بدء الخلق وآدم (عليه السلام) – نوح (عليه السلام) والطوفان العظيم – خليل الله إبراهيم (عليه السلام) دَاعِيةُ التَّوحِيدِ وَدينِ الإِسلَامِ وَالأُسوَةُ الحَسَنَةُ – موسى كليم الله (عليه السلام) – عيسى بن مريم (عليهما السلام) الحقيقة الكاملة – سيرة النبي المصطفى (صلى الله عليه وسلم)).
3. موسوعة أركان الإيمان ( الإيمان بالله عز وجل - الإيمان بالملائكة - الإيمان بالرسل - الإيمان بالقرآن الكريم والكتب السماوية - الإيمان باليوم الآخر - الإيمان بالقدر).
4. موسوعة الحروب الصليبية.
5. الدولة الحديثة المسلمة.
6. البرلمان في الدولة الحديثة المسلمة.
7. التداول على السلطة التنفيذية.
8. العدالة من المنظور الإسلامي.
9. العدالة والمصالحة الوطنية؛ ضرورة دينية وإنسانية.
10. الحريات من القرآن الكريم.
11. المعجزة الخالدة الإعجاز العلمي في القرآن الكريم.
12. معاوية بن أبي سفيان  شخصيته وعصره الدولة السفيانية.
13. استشهاد الحسين  ومعركة كربلاء.
14. حقيقة الخلاف بين الصحابة في معركتي الجمل والصفين وقضية التحكيم.
15. خلافة أمير المؤمنين عبد الله بن الزبير.
16. خلافة عبد الملك بن مروان.
17. عمر بن عبد العزيز.
18. سنة الله في الأخذ بالأسباب.
19. فكر الخوارج في ميزان أهل السنة والجماعة.
20. مدرسة الأشاعرة وسيرة الإمام أبي الحسن الأشعري.
21. محمد بن إدريس الشافعي.
22. من عقائد الشيعة الاثني عشرية.
23. من عقيدة المسلمين في صفات رب العالمين.
24. المشروع الوطني للسلام والمصالحة.
25. عصر الدولتين الأموية والعباسية.
26. الدولة الأموية عوامل الازدهار وتداعيات الانهيار
27. الدولة العثمانية عوامل النهوض وأسباب السقوط ISBN 9953-446-15-6
28. السلطان محمد الفاتح وعوامل النهوض في عصره.[16]
29. الدولة الزنكية ISBN 9953-34-733-6
30. عقيدة المسلمين في صفات رب العالمين.
31. وسطية القرآن الكريم في العقائد.
32. صفحات مشرقة من التاريخ الإسلامي.
33. الإمام الغزالي.
34. عبد القادر الجيلاني.
35. عز الدين بن عبد السلام.
36. الأمير عبد القادر.
37. الثمار الزكية للحركة السنوسية في ليبيا.
38. أحمد الشريف السنوسي.
39. محمد بن علي السنوسي.
40. أسد الصحراء عمر المختار.
41. الفتح الإسلامي في الشمال الإفريقي.
42. المغول التتار.
43. سيف الدين قطز.
44. دولة السلاجقة.
45. دولة الموحدين.
46. القائد المجاهد نور الدين زنكي.
47. عماد الدين زنكي.
48. الدولة العبيدية الفاطمية.
49. الدولة العبيدية في ليبيا.
50. تاريخ دولتي المرابطين والموحدين.
51. غزوات الرسول ﷺ دروس وعبر.
52. السلطان عبد الحميد الثاني وفكر الجامعة الإسلامية.
53. وسطية القرآن الكريم في العقائد.
54. صلاح الدين الأيوبي.
55. صفحات مشرقة من التاريخ الإسلامي.
56. تاريخ كفاح الشعب الجزائري (3 أجزاء).
57. الإباضية؛ مدرسة إسلامية بعيدة عن الخوارج.
58. المسيح عيسى ابن مريم (عليهما السلام)؛ الحقيقة الكاملة.
59. قصة بدء الخلق وخلق آدم (عليه السلام)
60. نوح (عليه السلام) والطوفان العظيم؛ ميلاد الحضارة الإنسانية الثانية.
61. إبراهيمُ خليل الله (عليه السّلام)؛ داعية التوحيد ودين الإسلام والأسوة الحسنة.
62. موسى كليم الله (عليه السلام).
63. قصة الحوار بين موسى والخضر (عليهما السلام).
64. موسى (عليه السلام) في سورة طه .
65. موسى (عليه السلام) في سورة القصص
66. موسى (عليه السلام) في سورة الشعراء .
67. مؤمن آل فرعون في سورة غافر.
68. لا إله إلا الله (أدلة وجود الله وأول المخلوقات) .
69. سقوط الدولة العثمانية (الأسباب والتداعيات).
70. سقوط الدولة الأموية (الأسباب والتداعيات).
71. مختصر نشأة الحضارة الإنسانية وقادتها العِظام.
72. الاستراتيجية الشاملة لمناصرة الرسول صلى الله عليه وسلم.
73. الإمامة عند الشيعة.
74. النبي الوزير يوسف الصديق (عليه السلام) من الابتلاء إلى التمكين.
75. الأنبياء الملوك؛ داود وسليمان (عليهما السلام) وهيكل سليمان المزعوم.
76. هيكل سليمان المزعوم (الحقيقة والأبعاد التاريخية).
77. لوط (عليه السلام) ودعوته لقومه الفاسقين، وسبيل معالجة الإسلام للشذوذ الجنسيّ

## وصلات خارجية
- الموقع الرسمي للدكتور علي محمد الصلابي الجديد ويضم جميع مؤلفاته (متاحة للتحميل مجاناً)
- مقالات الدكتور علي الصلابي في مدونات الجزيرة
- مقالات الدكتور علي الصلابي في موقع ترك برس